# Трапштат
Трапштат (њем. Trappstadt) град је у њемачкој савезној држави Баварска. Једно је од 37 општинских средишта округа Рен-Грабфелд. Према процјени из 2010. у граду је живјело 1.010 становника. Посједује регионалну шифру (AGS) 9673174.

## Географски и демографски подаци
Трапштат се налази у савезној држави Баварска у округу Рен-Грабфелд. Град се налази на надморској висини од 310 метара. Површина општине износи 25,8 km². У самом граду је, према процјени из 2010. године, живјело 1.010 становника. Просјечна густина становништва износи 39 становника/km².